# ピュートルストーリー
『ピュートルストーリー』とは、1996年に発行されたデジタル絵本のことである。 作成元はStudio Mangosteen 、発売元はアリアドネメディア、毎日コミュニケーションズ（後のマイナビ、出版事業はマイナビ出版に分社）、東北新社、サテライト。 妥協のない緻密な画風と独特の世界観、ユニークな言語の使用で評価が高い作品。

## 概要

### スタッフ
- 作画・デザイン：泉原昭人（いずはらあきひと）
- 脚本：溝上幾久子
- 音楽：ニシテツロウ
- 音響：スズキクリ
- プログラマ：中山幸市
- 声優：

トピー／ズール 蔭山千幸（かげやまちゆき）
ドレル／マオ 中島諒人
ジャン 千葉幸子
ハース 佐藤アツシ

### 世界観
意識と無意識の境界に広がる、ウィータ・ラカーマヤ（Vita-Lakamaya）という架空の世界が舞台になっており、不思議な住人達が暮らしている。 言語は架空のラカーマヤ語。 ピュートルとはラカーマヤ語で人間を指す言葉であり、この世界では破滅をもたらす不吉な伝説上の生き物とされている。 主人公は迷子であり、名前もなく、ただピュートルとしか呼んでもらえない動物として、この世界に存在する。 ピュートルは口が利けず、相手の言葉の意味だけが分かる設定になっている。

## あらすじ
主人公である「私」は丘の上の自分の家に帰宅する途中ウィータ・ラカーマヤの世界に入り込んでしまう。 すっかり風化し歪んだ自宅に胸騒ぎを感じ、中に入ると中は全く違う世界になっていた。 中にはネコのような顔立ちの少年とおじいさんが住んでおり、おじいさんのおかげで少年と友達になる 少年は森を案内してくれることになる。少年の名はトピーという。
トピーと二人ポニア森に入ると池でセルネフという風格のある優しげな生き物と会う。 セルネフは楽器の弦が切れて困っており、夕刻の集会までに新しい弦を長老ドレルから貰ってきてほしいと二人に依頼する。 トピーは嬉しげに依頼を引き受けたものの、途中「私」に使いを押し付けて、友達と遊びに行ってしまうのである。 夕刻までに長老と会い無事に弦をセルネフに届けられるのか、何も知らない「私」は途方に暮れる。 森の住人は異邦人には冷たく、詩人ルーメルスから貰った一編の予言のみを頼りとしてポニア森を一人さまようこととなる。

## キャラクター
トピー（Topy） ：グラノーレイユ族
丘の賢者の孫で、二人で丘の一軒家に住んでいる。 ネコのような顔立ちに黒い瞳と青い髪の少年。 好奇心旺盛で一人でいる時は図鑑を開き、伝説の生き物ピュートルについて空想している。
オットガルダ（Ottogulda）：グラノーレイユ族
トピーのおじいさん。 マルダの丘の賢者で、森の長老、砂漠の長老と共にこの世界を見守っている。 若い頃ピュートルと遭遇している。 水タバコを好む。
ズール（Zule）：グラノーレイユ族
トピーと同族で親友だが抜け目なく、狡いことばかりするのでトピーも少し持て余している。 しかし憎みきれない得な性格。 家では人形のリュールに話しかけたりしている。
ジャン（Jan）：ドワノーレイユ族
ポイットの丘に住んでいるトピーの一番の親友。 立った耳と栗色の髪をポニーテールにしている少年。 利発で行動力もありリーダーの素質がある。 グラノーレイユ族とは親戚関係。
マーニ（Marni）：フェリコレーン族
トピーの遊び仲間のうち一番年下の女の子。 エメラルドの髪と二つの小さな角が特徴。 おしゃまで生意気なことを言う。 フェリコレーン族の大人は茨の冠のような立派な角を持ち、特に女性はおしゃれ好き。
ドン（Don）：
トピーの遊び仲間。 のんびり屋さんでせかされるといつもドジをふんでジャンに怒られてばかりいる。 ドンはジャンよりおとなしいトピーと気が合うようである。
ニニとナナ（Nini , Nana）：レテルネルペンドル族
占いの風車塔の住人で、二人一組で行動する。 森の住人は悩み事があるとやってきて占いをたててもらう。 レテルネルペンドルとは永遠の振り子のことであり、二人で一つの魂を共有する種族の総称である。
セルネフ（Selnef）：パトレゾアフィー族
ポニア森の音楽家で、ミュールポップという石を使って、湖底に眠る音の化石を拾って作曲している。 トピーの良き相談相手。
ドレル（Dolelru）：ルフィノレイユ族
森の湖に住む森の賢者。 音楽家でもあり、様々な楽器を製作している。 セルネフの良き相談相手。 録音装置として働く音切り虫は彼の発明品。
　マオ（Mao）：マオグラル=マオ族
　優れた科学者であり、医術も心得ている。　表向きはクールだが、実は優しい性格で、森の住人のことを見守っている。　遠い星からやってきたといううわさがある。
　ルーメルス（Ruemalse）：ニートレアミア族
　森の詩人。　予知能力があり、予言詩を書いて暮らしている。　昔はマルダの丘に住んでいたが、精霊のお告げにしたがって森に住むことになった。　アフラクル・ゲーム（虫を決闘に見立てたボードゲーム）をたしなむ。
　ハース（Harse）：ソルネゾアフィー族
　かつてムーグー門の奥に棲んでいた魔物を封印する役目を果たして以来、魔物が消滅して長老の住処となった今でも門を守っている。　忠実な門の番人で、ムーグー鳥の様子がおかしい時は絶対に門を開けてくれない。